# Goodbye Lullaby
Goodbye Lullaby is het vierde album van de Canadese zangeres Avril Lavigne. Aan het album is ongeveer twee en een half jaar gewerkt en de uitgave is meerdere malen uitgesteld. Op 4 maart 2011 werd het album uitgebracht.

## Singles
- What the Hell is de eerste single van het album. Avril zingt het nummer bij de "Dick Clark's New Year's Rockin' Eve" op 31 december 2010. De video voor What the hell is uitgekomen op 24 januari 2011.
- Smile is de tweede single van het album. Via haar website heeft Avril op 18 mei 2011 de video gelanceerd.
- Wish you were here werd op 28 oktober 2011 uitgebracht. Het nummer is het eerste nummer dat ze namens haar nieuwe platenlabel, Epic Records uitbrengt.

## Tracklist
1. Black Star
2. What the Hell
3. Push
4. Wish You Were Here
5. Smile
6. Stop Standing There
7. I Love You
8. Everybody Hurts
9. Not Enough
10. 4 Real
11. Darlin
12. Remember When
13. Goodbye
14. Alice (Hidden Track)

Deluxe Editie
1. What The Hell (Acoustic Version)
2. Push (Acoustic Version)
3. Wish You Were Here (Acoustic Version)
4. Bad Reputation

Deluxe Editie Bonus dvd
- Making of Goodbye Lullaby

## Hitnoteringen

### NederlandseAlbum Top 100
| Hitnotering: 12-03-2011 t/m 23-04-2011 | Hitnotering: 12-03-2011 t/m 23-04-2011 | Hitnotering: 12-03-2011 t/m 23-04-2011 | Hitnotering: 12-03-2011 t/m 23-04-2011 | Hitnotering: 12-03-2011 t/m 23-04-2011 | Hitnotering: 12-03-2011 t/m 23-04-2011 | Hitnotering: 12-03-2011 t/m 23-04-2011 | Hitnotering: 12-03-2011 t/m 23-04-2011 | Hitnotering: 12-03-2011 t/m 23-04-2011 |
| Week:                                  | 1                                      | 2                                      | 3                                      | 4                                      | 5                                      | 6                                      | 7                                      |                                        |
| -------------------------------------- | -------------------------------------- | -------------------------------------- | -------------------------------------- | -------------------------------------- | -------------------------------------- | -------------------------------------- | -------------------------------------- | -------------------------------------- |
| Positie:                               | 11                                     | 25                                     | 40                                     | 55                                     | 82                                     | 83                                     | 99                                     | uit                                    |

### VlaamseUltratop 100Albums
| Hitnotering: (Week 1 t/m 12) 12-03-2011 t/m 28-05-2011 Hitnotering: (Week 13 t/m 30) 11-06-2011 t/m 08-10-2011 Hitnotering: (Week 31) 12-11-2011 | Hitnotering: (Week 1 t/m 12) 12-03-2011 t/m 28-05-2011 Hitnotering: (Week 13 t/m 30) 11-06-2011 t/m 08-10-2011 Hitnotering: (Week 31) 12-11-2011 | Hitnotering: (Week 1 t/m 12) 12-03-2011 t/m 28-05-2011 Hitnotering: (Week 13 t/m 30) 11-06-2011 t/m 08-10-2011 Hitnotering: (Week 31) 12-11-2011 | Hitnotering: (Week 1 t/m 12) 12-03-2011 t/m 28-05-2011 Hitnotering: (Week 13 t/m 30) 11-06-2011 t/m 08-10-2011 Hitnotering: (Week 31) 12-11-2011 | Hitnotering: (Week 1 t/m 12) 12-03-2011 t/m 28-05-2011 Hitnotering: (Week 13 t/m 30) 11-06-2011 t/m 08-10-2011 Hitnotering: (Week 31) 12-11-2011 | Hitnotering: (Week 1 t/m 12) 12-03-2011 t/m 28-05-2011 Hitnotering: (Week 13 t/m 30) 11-06-2011 t/m 08-10-2011 Hitnotering: (Week 31) 12-11-2011 | Hitnotering: (Week 1 t/m 12) 12-03-2011 t/m 28-05-2011 Hitnotering: (Week 13 t/m 30) 11-06-2011 t/m 08-10-2011 Hitnotering: (Week 31) 12-11-2011 | Hitnotering: (Week 1 t/m 12) 12-03-2011 t/m 28-05-2011 Hitnotering: (Week 13 t/m 30) 11-06-2011 t/m 08-10-2011 Hitnotering: (Week 31) 12-11-2011 | Hitnotering: (Week 1 t/m 12) 12-03-2011 t/m 28-05-2011 Hitnotering: (Week 13 t/m 30) 11-06-2011 t/m 08-10-2011 Hitnotering: (Week 31) 12-11-2011 | Hitnotering: (Week 1 t/m 12) 12-03-2011 t/m 28-05-2011 Hitnotering: (Week 13 t/m 30) 11-06-2011 t/m 08-10-2011 Hitnotering: (Week 31) 12-11-2011 | Hitnotering: (Week 1 t/m 12) 12-03-2011 t/m 28-05-2011 Hitnotering: (Week 13 t/m 30) 11-06-2011 t/m 08-10-2011 Hitnotering: (Week 31) 12-11-2011 | Hitnotering: (Week 1 t/m 12) 12-03-2011 t/m 28-05-2011 Hitnotering: (Week 13 t/m 30) 11-06-2011 t/m 08-10-2011 Hitnotering: (Week 31) 12-11-2011 | Hitnotering: (Week 1 t/m 12) 12-03-2011 t/m 28-05-2011 Hitnotering: (Week 13 t/m 30) 11-06-2011 t/m 08-10-2011 Hitnotering: (Week 31) 12-11-2011 | Hitnotering: (Week 1 t/m 12) 12-03-2011 t/m 28-05-2011 Hitnotering: (Week 13 t/m 30) 11-06-2011 t/m 08-10-2011 Hitnotering: (Week 31) 12-11-2011 | Hitnotering: (Week 1 t/m 12) 12-03-2011 t/m 28-05-2011 Hitnotering: (Week 13 t/m 30) 11-06-2011 t/m 08-10-2011 Hitnotering: (Week 31) 12-11-2011 | Hitnotering: (Week 1 t/m 12) 12-03-2011 t/m 28-05-2011 Hitnotering: (Week 13 t/m 30) 11-06-2011 t/m 08-10-2011 Hitnotering: (Week 31) 12-11-2011 | Hitnotering: (Week 1 t/m 12) 12-03-2011 t/m 28-05-2011 Hitnotering: (Week 13 t/m 30) 11-06-2011 t/m 08-10-2011 Hitnotering: (Week 31) 12-11-2011 | Hitnotering: (Week 1 t/m 12) 12-03-2011 t/m 28-05-2011 Hitnotering: (Week 13 t/m 30) 11-06-2011 t/m 08-10-2011 Hitnotering: (Week 31) 12-11-2011 |
| Week: | 1 | 2 | 3 | 4 | 5 | 6 | 7 | 8 | 9 | 10 | 11 | 12 | | 13 | 14 | 15 | 16 |
| --- | --- | --- | --- | --- | --- | --- | --- | --- | --- | --- | --- | --- | --- | --- | --- | --- | --- |
| Positie: | 22 | 11 | 24 | 31 | 41 | 41 | 57 | 54 | 76 | 91 | 90 | 88 | uit | 66 | 85 | 94 | 79 |
| Week: | 17 | 18 | 19 | 20 | 21 | 22 | 23 | 24 | 25 | 26 | 27 | 28 | 29 | 30 | | 31 | |
| Positie: | 77 | 72 | 74 | 74 | 71 | 90 | 79 | 86 | 90 | 86 | 78 | 69 | 99 | 88 | uit | 90 | uit |